# Tadeusz Urbański
Tadeusz Urbański (* 26. Oktober 1901 in Jekaterinodar; † 29. Mai 1984) war ein polnischer Chemiker und wirkte als Professor an der Technischen Hochschule Warschau (Politechnika Warszawska).

## Leben
1919 immatrikulierte er sich für das Chemiestudium in Nowotscherkassk. 1922 ging er nach Warschau, wo er sein Studium an der Technischen Hochschule fortsetzte und 1924 beendete. An dieser Hochschule in Warschau wurde er auch promoviert und habilitiert. 1938/39 war er Dekan der Fakultät für Chemie. Nach dem Ausbruch des Zweiten Weltkrieges ging Urbański nach Frankreich und dann nach Großbritannien. Nachdem er 1946 zurückgekehrt war lehrte er wiederum an der Technischen Hochschule und war dort bis 1971 Leiter des Lehrstuhls für organische Technologie II (Technologa Organiczna II). Zugleich war er bis 1950 Dekan der Fakultät für Chemie der heutigen Technischen Universität Warschau (Politechnika Warszawska).  1960 wurde er Mitglied der Deutschen Akademie der Naturforscher Leopoldina.

## Werk
Bekannt sind vor allem seine wissenschaftlichen Arbeiten zur Chemie von Nitroalkanen und dessen einfachstem Vertreter, dem Nitromethan. So kondensierte er z. B. Nitroethan mit zwei Äquivalenten Formaldehyd in Gegenwart von Natriumhydrogencarbonat zu einem nitrosubstituierten Glycol. In dessen Absorptionsspektrum fehlt die für Nitrogruppen typische Bande bei 270 nm, was auf die Ausbildung von Wasserstoffbrücken unter Beteiligung der Nitrogruppe schließen lässt. Unter Einwirkung von Alkali findet eine Retro-Aldolkondensation unter Abspaltung von Formaldehyd statt. Die Umsetzung des nitrosubstituierten Glycols mit Formaldehyd und Cyclohexylamin liefert in einer Dreikomponentenreaktion substituierte 1,3-Oxazine. Durch Variation der Nitroalkan- und der Amin-Komponente lassen sich zahlreiche verschiedene 1,3-Oxazine synthetisieren.